# Topikalni kortikosteroidi
Topikalni kortikosteroidi su lijekovi koji se najčešće primjenjuju lokalno na kožu za liječenje raznih dermatoloških bolesti poput atopijskog dermatitisa, osipa i ekcema. Danas je poznato više od 30 kortikosteroida (analoga hidrokortizona) za liječenje dermatoloških bolesti. Uspješno liječenje ovisi o točnoj dijagnozi i uzimanju u obzir nosač steroida, potentnost, učestalosti primjene, duljinu liječenja i nuspojave. Topikalni kortikosteroidi se po ATK klasifikaciji svrstavaju u skupinu D – lijekovi koji djeluju na kožu – dermatici.

## Povijest
Prva zabilježena upotreba topikalnih kortikosteroida bila je 1944. godine. Tadeusz Reichstein, Edward Calvin Kendall i Philip Showalter Hench 1950. godine dobili su Nobelovu nagradu za medicinu zbog proučavanja i izolacije hormona kore nadbubrežne žlijezde što je naposljetku dovelo do izolacije kortizona. Ubrzo nakon toga Lewis Sarett uspio je sintetizirati kortizon iz deoksikolne kiseline koju je izolirao iz žuči goveda. Međutim, proces se sastojao od čak 36 koraka i bio je jako skup (200$ po gramu). Russell Marker je zatim izumio mnogo jednostavniji i jeftiniji način sinteze steroidnih hormona jer je kao početnu strukturu koristio diosgenin (prirodni spoj). Proces se sastojao od samo 4 koraka i poznat je pod nazivom Markerova degradacija. Do 1980. godine cijena sinteze pala je na svega 0.46$ po gramu.

## Kemijska struktura topikalnih kortikosteroida
Po kemijskoj strukturi topikalne kortikosteroide svrstavamo u steroide. Steroidi su obitelj spojeva s perhidro - 1,2 – ciklopentanofenantrenskom prstenastom strukturom. Široko su rasprostranjeni u biljnom i životinjskom svijetu te ih smatramo jednim od važnijih prirodnih produkata. U obitelj steroida spadaju: steroli, žučne kiseline, steroidni hormoni, hormoni kore nadbubrežne žlijezde i aglikonski dio kardiotoničnih glikozida. Molekule steroida sastoje se od četiri međusobno vezana prstena ugljikovih atoma na koje su vezane različite funkcionalne skupine, po kojima se razlikuju u djelovanju jedni od drugih.
Steroide nalazimo u svim stanicama, topivi su u organskim otapalima (ulja, masti, alkoholi), ali zbog svoje hidrofobne naravi nisu topivi u vodi. Nadalje, svrstavamo ih u kategoriju lipida upravo zbog te hidrofobne prirode.
 Čitavu skupinu steroida možemo podijeliti u dvije kategorije:
- Prirodni proizvodi steroida: hormoni, kardiotonični glikozidi, steroli, žučne kiseline, sapogenini, antibiotici i steroidni alkaloidi
- Sintetski spojevi steroida s terapeutskim učincima: estrogeni, progestini, androgeni, anabolici, glukokortikoidi, mineralokortikoidi, steroidni antihormoni

## Podjela topikalnih kortikosteroida po klasama
Topikalni kortikosteroidi svrstavaju se u skupine prema potentnosti ili prema kemijskoj strukturi. 

### USA klasifikacija
USA klasifikacija topikalne kortikosteroide razvrstava u 7 skupina s obzirom na mogućnost vazokonstrikcije, pri čemu su oni u skupini 1 super potentni, a oni u skupini 7 najslabije potentni.
1. skupina: Klobetazolpropionat (0.05%), betametazondipropionat (0.25%), flutikazonpropionat (0.05%), mometazonfuroat (0.05%)
2. skupina: fluocinonid (0.05%), halcinonid (0.05%), amcinonid (0.05%), dezoksimetazon (0.25%)
3. skupina: triamcinolonacetonid (0.5%), halometazon (0.05%), mometazonfuroat (0.1%), flutikazonpropionat (0.005%), betametazon dipropionat (0.05%)
4. skupina: fluocinolonacetonid (0.01%), hidrokortizonvalerat(0.2%), hidrokortizonbutirat (0.1%), flurandrenolid (0.05%), triamcinolonacetonid (0.1%), mometaronfuroat (0.1%)
5. skupina: flutikazonpropionat (0.05%), dezonid (0.05%), fluocinolonacetonid (0.025%), hidrokortizonvalerat (0.2%)
6. skupina: aklometazondipropionat (0.05%), triamcinolonacetonid (0.025%), fluocinolonacetonid (0.01%)
7. skupina: hidrokortizon (1-2.5%)

### Coopmanova klasifikacija
Podjela topikalnih kortikosteroida prema kemijskoj strukturi.
- A grupa – Hidrokortizon tip: hidrokortizon, hidrokortizonacetat, metilprednizolon, prednizolon, tixokortolpivalat, kortizon acetat
- B grupa – Acetonidi : desonid, fluocinolonacetonid, triamcinolonacetonid, amcinonid, halcinonid, budezonid
- C grupa – Betametazon tip:  betametazon, klokortolonpivalat, dezoksimetazon, fluokortolon
- D grupa – Esteri - D1 (halogenirani, stabilniji) i D2 grupa:

D1  – Betametazon dipropionat tip: betametazondipropionat, flutikazonpropionat, klobetazolpropionat, mometazonfuroat, diflorazon diacetat
D2  – Metilprednizolon aceponat tip: hidrokortizonvalerat, hidrokortizonbutirat, prednikarbat, ciklezonid

## Mehanizam djelovanja
Topikalni kortikosteroidi modificiraju funkcije epidermalnih i dermalnih stanica te leukocita koji sudjeluju u proliferativnim i upalnim dermatološkim oboljenjima. Nakon što prodru kroz staničnu membranu u citoplazmi reagiraju s glukokortikoidnim receptorom te se stvara steroid-receptor kompleks. Čitav kompleks u daljnjem koraku ulazi u jezgru stanice i veže se kao homodimer na elemente koji reagiraju na glukokortikoid na ciljnom genu čime se stimulira ili inhibira transkripcija te sama sinteza proteina.
Kortikosteroidi stimuliraju proizvodnju glikoproteina lipokortina koji inhibira aktivnost fosfolipaze A2, što uzrokuje otpuštanje arahidonske kiseline koja je nadalje prekursor prostanoida i leukotriena iz fosfolipida. Sve ove aktivnosti kortikosteroida na metabolizam arahidonske kiseline su izrazito važne zbog činjenice da se formira interleukin – 1 i samim time potvrđuje se protuupalno, imunosupresivno i antimitogeno svojstvo kortikosteroida.
Najvažniji učinak kortikosteroida je protuupalni koji se temelji na ubrzanju apoptoze između eozinofila i T limfocita, suprimiranju funkcije endotelnih stanica i T limfocita, inhibicije dermalnog edema i kapilarne dilatacije te reduciranju vaskularne permeabilnosti.

## Potentnost
Protuupalna potentnost topikalnih kortikosteroida varira ovisno o učestalosti primjene, duljini liječenja i dijelu tijela na koji se primjenjuju. Niskopotentni steroidi su najsigurniji za dugotrajnu upotrebu, na velikim površinama, na licu ili područjima tijela s tanjom kožom te za djecu. Potentniji steroidi se koriste za ozbiljne bolesti i za dijelove tijela gdje je koža deblja, kao što su dlanovi i tabani. Visokopotentni steroidi ne bi se trebali koristiti na licu, preponama, pazusima ili pod okluzijom, osim u rijetkim situacijama i za kratko trajanje liječenja.

## Nosači
Potentnost steroida ovisi o nosaču u kojem su formulirani. Nosači mogu biti masti, kreme, losioni, gelovi te pjene i šamponi.
Masti pružaju više lubrikacije i okluzija od ostalih pripravaka, te se koriste za liječenje suhih ili debelih lezija. Okluzijska priroda poboljšava apsorpciju steroida. Ne bi se trebale koristiti na dlakavim područjima i dijelovima tijela gdje se koža trlja jedna o drugu (npr. prepone, pazusi) jer mogu uzrokovati folikulitis.
Kreme su mješavine vode suspendirane u ulju. Imaju dobre lubricirajuće kvalitete, ali su manje potentne od masti. Često sadrže konzervanse, koji mogu uzrokovati iritacije, žarenje ili alergijske reakcije. Mogu biti korisne u područjima gdje se koža trlja jedna o drugu gdje se masti ne mogu koristiti, ali ne pružaju okluzijski učinak koji pružaju masti.
Losioni i gelovi su najmanje masni i okluzivni. Mogu sadržavati alkohol koji izaziva učinak sušenja. Korisni su za dlakava područja jer lako prodiru i ostavljaju malo ostatka. Gelovi su korisni za eksudativne upale (otrovni bršljan). Brzo se suše i mogu biti primijenjeni na vlasište i ostala dlakava područja.
Pjene i šamponi su učinkoviti nosači za dostavljanje steroida na vlasište. Jednostavno se primjenjuju i lako šire, osobito u dlakavim područjima.

## Farmakokinetička svojstva
|                         | Betametazon dipropionat | Klobetazol propionat | Flutikazon propionat | Mometazon furoat | Metilprednizolon | Budezonid  |
| ----------------------- | ----------------------- | -------------------- | -------------------- | ---------------- | ---------------- | ---------- |
| Bioraspoloživost (%)    | 10-14                   | 1-18                 | 1-30                 | <1               | 80               | 10-20      |
| Vezanje za proteine (%) | 64                      | 95                   | 91                   | 98-99            | 78               | 85-90      |
| Metabolizam             | jetra                   | jetra                | jetra                | jetra            | jetra            | jetra      |
| Eliminacija             | žuč i urin              | žuč i urin           | žuč i urin           | žuč i urin       | žuč i urin       | žuč i urin |
| t1/2 (h)                | 5                       | 7.8                  | 7.8                  | 5.8              | 20-26            | 2-3.6      |
| Vd (L/kg)               | 1.4                     | 4.2                  | 4.2                  | 4.2              | 1.2-1.4          | 2.3        |

Iako se svi kortikosteroidi metaboliziraju u jetri i eliminiraju primarno putem žuči (fecesom), te manjim dijelom putem urina, njihova sistemska bioraspoloživost je dosta različita. Ona ponajviše ovisi o samom stanju kože, nosaču i potenciji topikalnih kortikosteroida. Iz farmakokinetičkih podataka u tablici lako se može zaključiti da topikalni kortikosteroidi s velikim postotkom vezanja za proteine plazme imaju manju bioraspoloživost (mometazonfuroat). Slabije potentni steroidi (metilprednizolon) s druge strane imaju duži poluživot u plazmi od potentnijih topikalnih kortikosteroida.

## Toksikološki parametri

### Akutna toksičnost
| Životinja/put primjene | LD50 (mg/kg)            | LD50 (mg/kg)     | LD50 (mg/kg)     | LD50 (mg/kg) |
| ---------------------- | ----------------------- | ---------------- | ---------------- | ------------ |
|                        | Betametazon dipropionat | Mometazon furoat | Metilprednizolon | Budezonid    |
| Miš/sc                 | 78.1                    | >200             | >100             | 53.6         |
| Miš/o                  | >5000                   | >2000            | >450             | 4750         |
| Štakor/sc              | >4000                   | >300             | >3000            | 58.4         |
| Štakor/ip              | >4000                   | >500             | 1000             | 138          |

- ip - intraperitonealno

### Kronična toksičnost
Podaci o karcinogenezi ne postoje jer nisu provedena dugotrajna istraživanja na životinjama. Istraživanja mutageneze na prokariotskim stanicama i stanicama sisavaca dala su negativne rezultate.

### Reproduktivna toksičnost
Što se utjecaja na plodnost tiče, istraživanja na miševima, štakorima i kunićima pokazala su povećanu fetalnu apsorpciju te teratogeni učinak kod kunića (10 µg/kg za betametazon dipropionat). U manjim količinama dokazano je izlučivanje topikalnih kortikosteroida u majčinom mlijeku te je stoga potreban dodatan oprez kod trudnica i dojilja. Svi topikalni kortikosteroidi svrstavaju se u kategoriju C opasnosti za primjenu kod trudnica i dojilja.

## Nuspojave
Kao i svaki medicinski pripravak, tako i topikalni korikosteroidi mogu uzrokovati razne nuspojave prvenstveno radi nepravilnog ili prečestog korištenja. Treba napomenuti da topikalni kortikosteroidi rijetko ispoljavaju ozbiljne nuspojave. 
Čimbenici koji uzrokuju povišenje rizika za nuspojave jesu: potentnost samog kortikosteroida, duljina korištenja ( šansa za pojavom nuspojave povisuje se dužim i čestim korištenjem kortikosteroida), veličina područja kože koje se tretira medikamentom ( veće površine kože koje su tretirane mogu pobuditi stvaranje nuspojave kao i određeni dijelovi tijela kao što su lice ili pazusi koji su osjetljivi i samim time može doći do iritacije), te zadnji ali ne manje bitan čimbenik je dob pacijenta ( mala djeca i stariji ljudi su podložniji iritaciji nakon korištenja topikalnih pripravaka).
Razlikujemo nekoliko tipova samih nuspojava koje su zabilježene nakon korištenja topikalnih kortikosteroida i možemo ih podijeliti na:
- Lokalne – zahvaćaju dio kože koji je tretiran pripravkom
- Sistemske – izrazito rijetke, te imaju znatno veći utjecaj na čitavo tijelo

### Lokalne nuspojave
Lokalne nuspojave jesu glavne nuspojave koje se vežu uz korištenje topikalnih kortikosteroida. Najčešće zahvaćaju lice, kožu i dijelove tijela koji su duže vrijeme tretirani nekakvim topikalnim pripravkom tijekom nekoliko mjeseci ili čak godina.
U ovu skupinu nuspojava spadaju:
- Osjećaj žarenja kože – ovo je česta nuspojava pri početku samog tretmana; najčešće nestaje nakon par dana kada se koža privikne na sam tretman
- Pogoršanje kožnog oboljenja koje se liječilo topikalnim kortikosteroidima
- Folikulitis
- Stanjenje kože na tretiranom mjestu – ova nuspojava uzrokuje povećanu osjetljivost kože
- Strije
- Akne
- Promjene u pigmentaciji kože

### Sistemske nuspojave
Sistemske nuspojave su izrazito rijetke i ispoljavaju se pri nepravilnom korištenju i apliciranju pripravka. Očitavaju se u slučaju da se pripravak apsorbira u krvožilni sustav i tim putem utječe na ostale dijelove tijela, kao što je nadbubrežna žlijezda koja je zadužena za proizvodnju mnogih prirodnih steroida.
Moguće sistemske nuspojave jesu:
- Usporen rast u djece
- Cushingov sindrom
- Osteoporoza
- Dijabetes